# Ceracis taurulus
Ceracis taurulus là một loài bọ cánh cứng trong họ Ciidae. Loài này được Jacquelin du Val miêu tả khoa học năm 1857.